# Alcyonium jorgei
Alcyonium jorgei is een zachte koraalsoort uit de familie Alcyoniidae. De koraalsoort komt uit het geslacht Alcyonium. Alcyonium jorgei werd in 2007 voor het eerst wetenschappelijk beschreven door van Ofwegen, Häussermann & Försterra. 